# Friedrich August Eckstein
Friedrich August Eckstein (Halle, 6 maggio 1810 – Lipsia, 15 novembre 1885) è stato un filologo classico tedesco.
Studiò filologia a  Halle e si laureò nel 1831. Nel 1839 divenne direttore del Royal Padagogium a Halle e nel 1849 fu nominato Kondirektor della Franckeshe Stitfungen.
Nel 1883 si trasferì a Lipsia come assistente professore dell'Università e maestro del coro fino al 1881.

## Opere
- Nomenclator philologorum Teubner, Lipsia 1871
- Lateinischer Unterricht. Geschichte und Methode (Lezione di latino. Storia e metodo); second edition- Gotha 1880
- Lateinischer und griechischer Unterricht (Lezione di latino e di greco), Lipsia 1887